# Liste der Baudenkmäler in Schmiechen
Auf dieser Seite sind die Baudenkmäler in der schwäbischen Gemeinde Schmiechen zusammengestellt. Diese Tabelle ist eine Teilliste der Liste der Baudenkmäler in Bayern. Grundlage ist die Bayerische Denkmalliste, die auf Basis des Bayerischen Denkmalschutzgesetzes vom 1. Oktober 1973 erstmals erstellt wurde und seither durch das Bayerische Landesamt für Denkmalpflege geführt wird. Die folgenden Angaben ersetzen nicht die rechtsverbindliche Auskunft der Denkmalschutzbehörde.

## Baudenkmäler nach Ortsteilen

### Schmiechen
| Lage                                    | Objekt                                       | Beschreibung | Akten-Nr.     | Bild                                         |
| --------------------------------------- | -------------------------------------------- | --- | ------------- | -------------------------------------------- |
| Alpenweg 1 (Standort)                   | Hausfigur                                    | Ende 17. Jahrhundert | D-7-71-163-1  | Hausfigur                                    |
| Hattenhofener Weg (Standort)            | Katholische Kapelle St. Hyazinth             | kleiner Rechteckbau mit halbrunder Apsis, Mitte 18. Jahrhundert; an der Gabelung zwischen Eglinger und Heinrichshofener Straße | D-7-71-163-19 | weitere Bilder                               |
| Kirchplatz (Standort)                   | Kriegerdenkmal                               | Pfeiler mit Marienfigur, 1918 | D-7-71-163-6  | Kriegerdenkmal                               |
| Kirchplatz 1 (Standort)                 | Katholische Pfarrkirche St. Johannes Baptist | flachgedeckter Saalbau mit eingezogenem Chor, nördlicher Turm mit Spitzhelm, Chor und Turm bezeichnet 1481, Langhaus und Umgestaltung von Johann Bürgel und Matthias Reßle, 1808/10; mit Ausstattung; Friedhofsmauer.                              | D-7-71-163-2  | weitere Bilder                               |
| Kirchplatz 3 (Standort)                 | Gasthaus                                     | zweigeschossiger Traufseitbau mit Satteldach und Putzgliederung, im Kern frühes 18. Jahrhundert, später verändert und erweitert, Türe bezeichnet 1842; mit Ausstattung; westlicher Verbindungsbau und ehemaliges Sudhaus der Brauerei 1893         | D-7-71-163-3  | Gasthaus                                     |
| Kirchplatz 4 (Standort)                 | Ehemaliges Gerichtsgebäude, jetzt Bauernhaus | zweigeschossiger Giebelbau mit Satteldach und profilierten Gesimsen, im Kern um 1595 (dendrochronologisch datiert), im späten 17. Jahrhundert verändert und zwischen 1776 und 1783 (dendrochronologisch datiert) erweitert                         | D-7-71-163-4  | Ehemaliges Gerichtsgebäude, jetzt Bauernhaus |
| Kirchplatz 9 (Standort)                 | Ehemaliges Schul- und Mesnerhaus             | zweigeschossiger Giebelbau mit Satteldach, 1747 ff. errichtet, 1830 verändert | D-7-71-163-5  | Ehemaliges Schul- und Mesnerhaus             |
| Maria Kappel 1; Kapellwiesen (Standort) | Katholische Wallfahrtskirche Maria Kappel    | Saalbau mit eingezogenem Chor unter Stichkappentonne, östlicher Zwiebelturm, im Kern gotisch, 1612–16, Turm von Michael Natter 1710/11, Umgestaltung 1748 ff.; mit Ausstattung; Friedhof; Ummauerung; ehemaliges Brunnenhaus, wohl 17. Jahrhundert | D-7-71-163-18 | weitere Bilder                               |
| Maria Kappel 2 (Standort)               | Ehemaliges Mesnerhaus                        | zweigeschossiger Satteldachbau, im Kern 16. Jahrhundert; neben der Wallfahrtskirche Maria Kappel | D-7-71-163-26 | weitere Bilder                               |
| Ringstraße 1 (Standort)                 | Ehemaliges Wasserschloss Schmiechen          | blockhafter, viergeschossiger Walmdachbau, im Kern 16. Jahrhundert, später mehrfach verändert; zwei gemauerte Brücken, wohl 17. Jahrhundert | D-7-71-163-7  | weitere Bilder                               |
| Ringstraße 3 (Standort)                 | Gutshaus und ehemalige Schule                | zwei abgewinkelte Trakte; traufständiger, zweigeschossiger Satteldachbau mit Freitreppe, Südflügel als ehemaliger Wirtschaftsteil später ausgebaut, 17. Jahrhundert, im Kern wohl älter; Hofmauer mit Tor, 2. Hälfte 18. Jahrhundert               | D-7-71-163-8  | weitere Bilder                               |
| Ringstraße 5 (Standort)                 | Bauernhaus                                   | zweigeschossiger Satteldachbau mit profilierten Gesimsen, im Kern 18. Jahrhundert, im 19. Jahrhundert verändert | D-7-71-163-9  | Bauernhaus                                   |
| Ringstraße 6 (Standort)                 | Bauernhaus                                   | zweigeschossig mit Satteldach, Mitte 19. Jahrhundert | D-7-71-163-10 | Bauernhaus                                   |
| Ringstraße 8 (Standort)                 | Haustür                                      | frühes 19. Jahrhundert | D-7-71-163-11 | Haustür                                      |
| Ringstraße 32 (Standort)                | Bauernhaus                                   | zweigeschossiger, giebelständiger Satteldachbau mit Figurennische, im Kern 2. Hälfte 17. Jahrhundert | D-7-71-163-13 | Bauernhaus                                   |
| Ringstraße 40 (Standort)                | Bauernhaus                                   | steiler zweigeschossiger Giebelbau mit Satteldach und ehemalige Lüftungsluke, Mitte 19. Jahrhundert | D-7-71-163-14 | Bauernhaus                                   |
| Ringstraße 42 (Standort)                | Ehemaliges Pfarrhaus                         | zweigeschossiger Traufseitbau mit Satteldach und profiliertem Gurtgesims, Segmentbogenfenstern, letztes Drittel 19. Jahrhundert; Ökonomiegebäude, gleichzeitig                                                                                     | D-7-71-163-15 | weitere Bilder                               |

### Plankmühle
| Lage                                                        | Objekt                                 | Beschreibung                                                                       | Akten-Nr.     | Bild           |
| ----------------------------------------------------------- | -------------------------------------- | ---------------------------------------------------------------------------------- | ------------- | -------------- |
| Plankmühle 1 (Standort)                                     | Plankmühle                             | zweieinhalbgeschossiger Satteldachbau, Ende 19. Jahrhundert, zum Teil modernisiert | D-7-71-163-17 | Plankmühle     |
| Plankmühle 1 (ca. 100 m westlich der Plankmühle) (Standort) | Katholische Kapelle St. Johann Nepomuk | kleiner Kapellenbau mit Volutengiebel, 1. Hälfte 19. Jahrhundert                   | D-7-71-163-20 | weitere Bilder |

### Unterbergen
| Lage                      | Objekt                                | Beschreibung                                                                                           | Akten-Nr.     | Bild |
| ------------------------- | ------------------------------------- | --- | ------------- | ---- |
| Kirchstraße 6 (Standort)  | Bauernhaus                            | Wohnstallbau, mit Putzgliederung und Giebelrosette, um 1851                                            | D-7-71-163-23 | BW   |
| Kirchstraße 7 (Standort)  | Katholische Pfarrkirche St. Alexander | Saalbau mit nördlichem Zwiebelturm, 2. Hälfte 17. Jahrhundert, 1864 erweitert; mit Ausstattung         | D-7-71-163-21 | BW   |
| Kirchstraße 11 (Standort) | Wohnhaus eines Bauernhofs             | zweigeschossiger Satteldachbau mit Giebelgesimsen, 2. Hälfte 17. Jahrhundert, 1960 äußerlich verändert | D-7-71-163-25 | BW   |
| Kolbenäcker (Standort)    | Wegkapelle                            | 2. Hälfte 18. Jahrhundert, an der Straße nach Schmiechen                                               | D-7-71-163-24 | BW   |
| Xanderhof 1 (Standort)    | Bauernhaus                            | Giebelbau, Holztür bezeichnet 1831                                                                     | D-7-71-163-22 | BW   |

## Ehemalige Baudenkmäler
In diesem Abschnitt sind Objekte aufgeführt, die früher einmal in der Denkmalliste eingetragen waren, jetzt aber nicht mehr. Objekte, die in anderem Zusammenhang – also z. B. als Teil eines Baudenkmals – weiter eingetragen sind, sollen hier nicht aufgeführt werden. Aktennummern in diesem Abschnitt sind ehemalige, jetzt nicht mehr gültige Aktennummern.

| Lage                                | Objekt     | Beschreibung                                                            | Akten-Nr.     | Bild       |
| ----------------------------------- | ---------- | ----------------------------------------------------------------------- | ------------- | ---------- |
| Schmiechen Ringstraße 15 (Standort) | Bauernhaus | Wohnstallstadelbau, zweigeschossiger Satteldachbau, 18./19. Jahrhundert | D-7-71-163-12 | Bauernhaus |